# Draken med de röda ögonen
Draken med de röda ögonen är en novell av Astrid Lindgren. Berättelsen finns i samlingsvolymen Sagorna från 1980 och hade tidigare varit publicerad i en dansk tidning. 

## Handling
Novellens jag-person berättar om hur hon i sin barndom träffade på en liten rödögd drake hos en sugga som hade fått ungar och om vad som därpå följde. Tillsammans med sin bror föder hon upp draken på ljus- och repstumpar som är det enda som den äter.

## Sagans tillkomst
I december 1953 fick Astrid Lindgen ett brev, det kom från två pojkar på tretton år vid namn Jarl Hammarberg och Håkan ”Haha” Andersson. Pojkarna ber om ”bara en liten berättelse om en drake” som de ska publicera i sin egen tidning "Den maskerade draken". Som tack för hjälpen erbjuder de att skicka ett exemplar av tidningen och två kronor. Astrid Lindgren skrev då berättelsen om "Draken med de röda ögonen" och skickade till de två pojkarna. Berättelsen gjorde succé, och en av de två pojkarna, Jarl Hammarberg, blev sedan själv författare.

## Utgåvor
I Astrid Lindgrens novellsamling Sagorna från 1980 finns berättelsen om den lilla draken med. 1985 blev den en bilderbok, vilken har illustrerats av Ilon Wikland.